# 3-й радіотехнічний полк (РФ)
3-й радіотехнічний полк (3 РТП) — військове формування радіотехнічних військ у складі Збройних сил Російської Федерації на території окупованого Криму.
Полк був створений в 2014 році на фондах 40-ї радіотехнічної бригади ЗСУ.

## Історія
13 березня 2014 батальйон «Ай-Петрі» 40-ї радіотехнічної бригади ЗСУ було заблоковано російськими військами вторгнення у Криму.
В березні 2014 року на території Криму почалось розгортання частин протиповітряної оборони ЗС РФ. Наново сформований полк увійшов до складу 31-ї дивізії ППО 4-го командування ВПС і ППО ПдВО.
8 грудня 2014 року відбулось вручення Бойового знамена.

## Командувачі
- (з 2014) полковник Жамойтін Руслан Едуардович[5]
- (???—2024) полковник Ісмагілов Вадим Наїльйович†[6]
- (2024—2024) підполковник Кулаков Олександр Олександрович†[7]